# Ferrero Rocher
Ferrero Rocher je komerční značka čokoládového výrobku italské společnosti Ferrero SpA. Ferrero Rocher je oplatka ve tvaru koule, která má polevu z mléčné čokolády a drcených lískových oříšků, uvnitř je naplněna krémem a obsahuje celý lískový oříšek. Produkt byl poprvé uveden na trh v roce 1982.

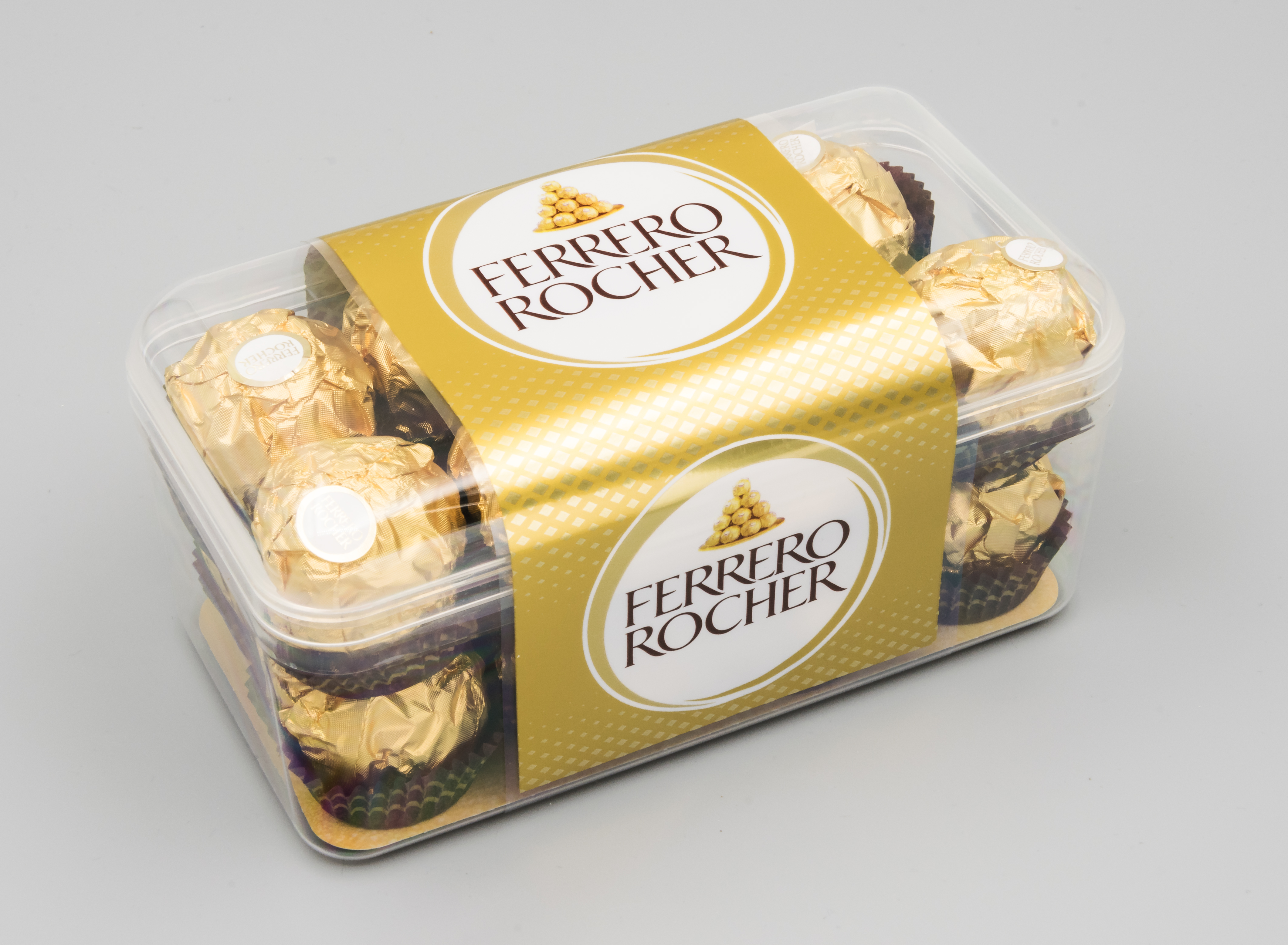
Ferrero Rocher pralinka

## Složení

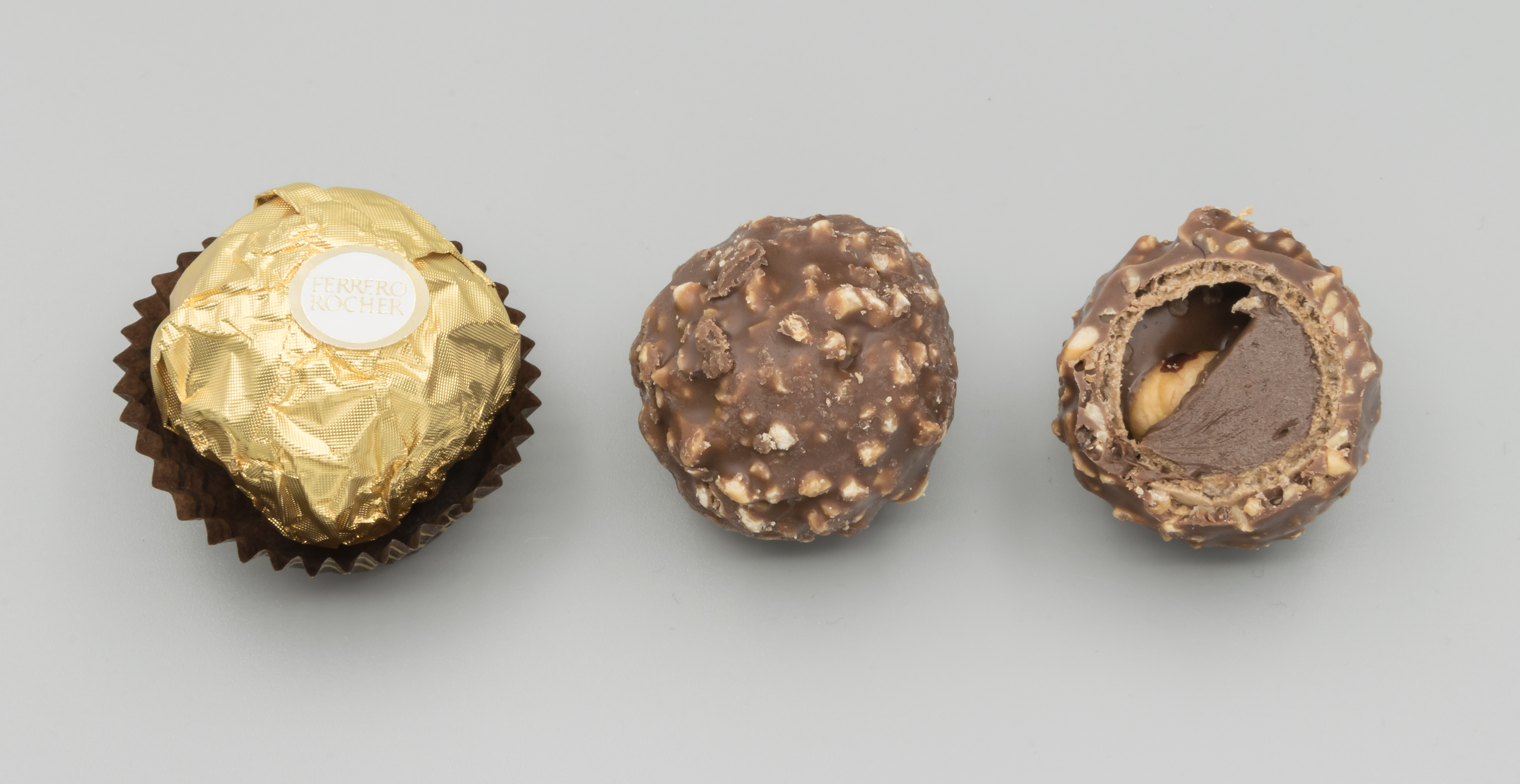
Ferrero Rocher pralinka

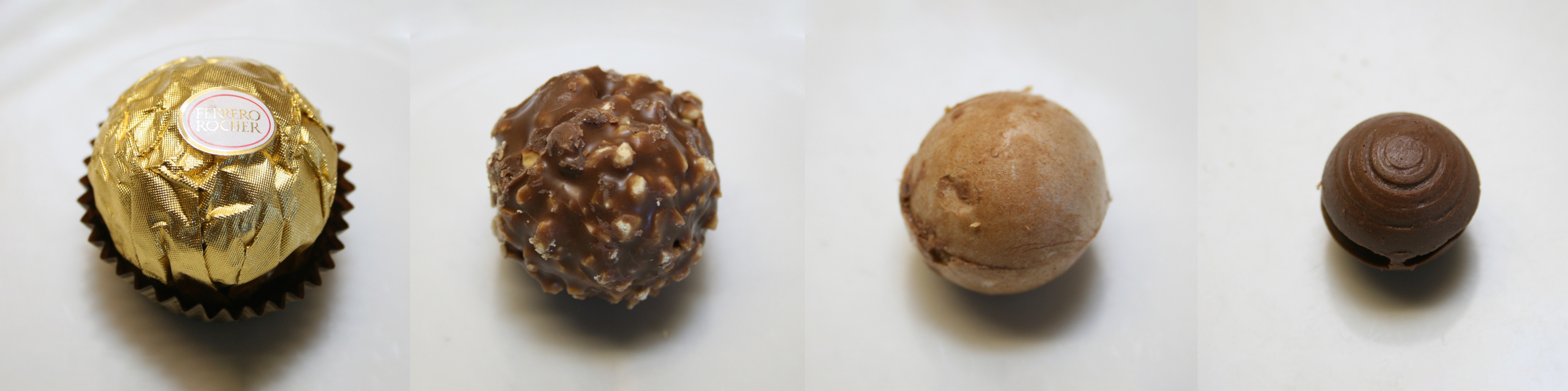
Ferrero Rocher, složení pralinky vrstva po vrstvě.

Jádro pralinky tvoří celý opražený lískový oříšek, pokrytý velkou vrstvou lískooříškového krému a krému gianduia. Vše je obaleno v tenké vrstvě oplatky, která to pokrývá. Poslední vrchní vrstva pralinky je tvořena zrny lískových oříšků a mléčné čokolády. Pralinky, každá o hmotnosti asi 11/12 gramů, jsou jednotlivě zabaleny do zlaté hliníkové fólie a přilepeny do hnědých skládaných papírových košíčků. Na každou takto zabalenou pralinku je nalepena oválná samolepka s obchodním názvem produktu. Velkoobchodní distribuce obsahuje různé balení, od tří nebo čtyřdílných celofánových krabiček nebo tradičních plastových krabiček s obsahem 16 kusů pralinek uspořádaných ve dvou vrstvách. Větší dárkové krabičky mohou obsahovat i přes 20 kusů.

## Grand Ferrero Rocher
Grand Ferrero Rocher je oplatka pokrytá mléčnou čokoládou s nasekanými lískovými oříšky, které se chuťově a tvarem i složením podobají pralince Ferreru Rocher, ale uvnitř produktu Grand Ferrero Rocher jsou navíc dovnitř vloženy samostatné pralinky Ferrera Rocher. Obal je stejný jako u předchozího produktu. Grand Ferrero Rocher se prodává jednotlivě. Existují verze různých gramáží a obsahující proměnlivý počet pralinek Ferrera Rocher.

## Ostatní produkty
Kromě pralinek vyrábí společnost Ferrero SpA pod obchodní značkou Ferrero Rocher také klasickou tabulkovou čokoládu a zmrzlinu. Tyto produkty jsou vyráběny jak s mléčnou čokoládou s nasekanými lískovými oříšky, podobně jako jsou vyráběny pralinky, tak s jinými druhy čokolády, a to s hořkou (zmrzlina i tyčinka) a bílou (pouze tyčinka).